# 省域副中心城市
省域副中心城市是中国大陆近年来出现的一个新概念，与省域主中心城市相对应，是指在在一省范围内，综合实力较周边城市强大，经济辐射力超出了自身管辖的行政区范围，拥有独特的优势资源，且与主中心城市有一定距离、可以被赋予带动周边区域发展重任的特大城市或大城市，其特殊的地位介于省会和一般城市之间，在区域经济中发挥着相当重要的作用。

## 概念起源
省域副中心城市这一概念最早是2001年由湖北省社会科学院学者秦尊文提出的。2001年7月，秦尊文在省社科院《要文摘报》发表《关于宜昌市发展战略定位的建议》一文，文中谈到“由于湖北人多地广、地域上东窄西宽”，建议在发挥武汉这一全省中心城市龙头作用的同时确立“省域副中心城市”。他认为，能够在一个省份局部地区承担经济发展核心带动作用的城市可以作为省域副中心城市。此建议得到省领导批示，并批转给当时的省建设厅和《湖北省城镇体系规划》编制承担单位。2003年8月，国务院批准了《湖北省城镇体系规划》，该《规划》明确将宜昌、襄阳定位为“省域副中心城市”。秦尊文关于省域副中心城市的一些论述，后被称为“省域副中心城市理论”。
湖北建设省域副中心城市的思路和做法，在全国产生一定影响，一些省份也陆续将这一概念应用于省域城镇体系规划和城市发展战略中。有的省份更出现了两个城市联合建设“省域副中心城市”的新形式，如甘肃酒泉-嘉峪关、平凉-庆阳等。

## 量化指标
最先实践省域副中心城市理论的湖北省委省政府，对挑选省域副中心城市有5个量化指标：
- 必须具备一定的经济总量
- 产业结构要优化
- 要在流通上起到区域中心的作用
- 要有一批有相当实力的龙头企业
- 必须是区域性科教中心

而最早提出建立省域副中心的学者秦尊文提出，选定副中心城市，一般要看这个城市对当地经济发展有一定的辐射拉动作用，省域副中心城市经济标准要根据各地的实际情况来定，同时与省域主中心城市应有较大的空间距离，在一省范围内副中心与主中心距离一般在300公里左右。

## 省域副中心城市列表
| 省份             | 省域副中心（次中心）城市（地区）    | 省级相关规划文件                                                                                             |
| ---------------- | ----------------------------------- | --- |
| 湖北省           | 宜昌市、襄阳市                      | 湖北省城镇体系规划（2003-2020）                                                                              |
| 福建省           | 厦门市、泉州市                      | 福建省城镇体系规划（2010-2030）                                                                              |
| 新疆维吾尔自治区 | 喀什市、伊宁市-霍尔果斯市、库尔勒市 | 新疆城镇体系规划（2012-2030年）                                                                              |
| 吉林省           | 吉林市                              | 吉林省新型城镇化规划（2014-2020年）提及“吉林大都市区按照省域副中心城市发展定位”                              |
| 安徽省           | 芜湖市                              | 安徽省城镇体系规划（2011-2030年）                                                                            |
| 甘肃省           | 天水市、酒泉市-嘉峪关市             | 甘肃省城镇体系规划（2013-2030年）                                                                            |
| 江西省           | 九江市、赣州市                      | 江西省城镇体系规划（2015-2030年）、江西省国民经济和社会发展第十三个五年规划纲要                              |
| 江西省           | 上饶市                              | 江西省国民经济和社会发展第十三个五年规划纲要                                                                 |
| 广东省           | 湛江市、汕头市                      | 广东省沿海经济带综合发展规划（2017―2030年）提及“充分发挥汕头、湛江市作为省域副中心城市的带头作用”            |
| 湖南省           | 岳阳市、衡阳市                      | 湖南省“十四五”新型城镇化规划、支持岳阳市加快建设省域副中心城市的意见、支持衡阳市加快建设省域副中心城市的意见 |
| 河南省           | 洛阳市、南阳市                      | 河南省国土空间规划（2021—2035年）                                                                            |

其他提出要建立为省域副中心，或者民间意见为省域副中心的中国大陆城市：
| 省份           | 城市       | 当地意见 | 现状 |
| -------------- | ---------- | --- | --- |
| 湖北省         | 黄石市     | 《黄石市生态立市产业强市总体规划》提出“将黄石市建设成为湖北省副中心城市”的战略定位                                                            | |
| 湖南省         | 常德市     | 《常德市土地利用总体规划（2006-2020年）》（2016年修订版）曾提出“省域副中心城市”定位，后将“省域副中心城市”修改为“泛湘西北现代化的区域中心城市” | |
| 湖南省         | 邵阳市     | 中共邵阳市委第十一次党代会提出建设湖南省域副中心、湘中湘西南经济文化中心、全国区域性交通枢纽“二中心一枢纽”战略目标                            | |
| 广西壮族自治区 | 北海市     | 中共北海市委十一届委员会五次全会通过公报，确定北海发展的目标是要力争建成广西副中心城市                                                        | |
| 广西壮族自治区 | 桂林市     | | |
| 广西壮族自治区 | 柳州市     | | |
| 广东省         | 茂名市     | | 《广东省沿海经济带综合发展规划（2017―2030年）》以广州、深圳为广东省沿海经济带（占全省陆域的32.7%）主中心，珠海、汕头、湛江为沿海经济带副中心。 |
| 广东省         | 珠海市     | | 《广东省沿海经济带综合发展规划（2017―2030年）》以广州、深圳为广东省沿海经济带（占全省陆域的32.7%）主中心，珠海、汕头、湛江为沿海经济带副中心。 |
| 山西省         | 大同市     | | 2011年，山西制定城镇体系框架“一核一圈三群”，即太原都市区、太原都市圈、以大同、朔州为核心的晋北中部城镇群，以临汾、运城为核心的晋南中部城镇群，以长治、晋城为核心的晋东南中部城镇群，未提及省域副中心建设。2017年，山西省发改委透露为加快推进新型城镇化，谋划建设山西副中心城市。 |
| 山西省         | 长治市     | 长治市第十四届人民代表大会第三次会议上提出建设省域副中心城市                                                                                  | 2011年，山西制定城镇体系框架“一核一圈三群”，即太原都市区、太原都市圈、以大同、朔州为核心的晋北中部城镇群，以临汾、运城为核心的晋南中部城镇群，以长治、晋城为核心的晋东南中部城镇群，未提及省域副中心建设。2017年，山西省发改委透露为加快推进新型城镇化，谋划建设山西副中心城市。 |
| 山西省         | 临汾市     | | 2011年，山西制定城镇体系框架“一核一圈三群”，即太原都市区、太原都市圈、以大同、朔州为核心的晋北中部城镇群，以临汾、运城为核心的晋南中部城镇群，以长治、晋城为核心的晋东南中部城镇群，未提及省域副中心建设。2017年，山西省发改委透露为加快推进新型城镇化，谋划建设山西副中心城市。 |
| 山西省         | 运城市     | 运城市规划勘测局进行专题学习讨论，确立“把运城建设成省域副中心城市”的目标                                                                      | 2011年，山西制定城镇体系框架“一核一圈三群”，即太原都市区、太原都市圈、以大同、朔州为核心的晋北中部城镇群，以临汾、运城为核心的晋南中部城镇群，以长治、晋城为核心的晋东南中部城镇群，未提及省域副中心建设。2017年，山西省发改委透露为加快推进新型城镇化，谋划建设山西副中心城市。 |
| 安徽省         | 安庆市     | | 《安徽省城镇体系规划（2011—2030）》指区域性特大城市为合肥和芜湖，合肥为核心城市、芜湖为次中心城市，蚌埠、阜阳、安庆、黄山为区域性中心城市。 |
| 安徽省         | 蚌埠市     | | 《安徽省城镇体系规划（2011—2030）》指区域性特大城市为合肥和芜湖，合肥为核心城市、芜湖为次中心城市，蚌埠、阜阳、安庆、黄山为区域性中心城市。 |
| 四川省         | 绵阳市     | | 2018年6月，中共四川省委十一届三次全会鼓励和支持有条件的区域中心城市争创全省经济副中心，候选城市包括：绵阳、乐山、德阳、泸州、宜宾、南充、达州。 |
| 四川省         | 南充市     | | 2018年6月，中共四川省委十一届三次全会鼓励和支持有条件的区域中心城市争创全省经济副中心，候选城市包括：绵阳、乐山、德阳、泸州、宜宾、南充、达州。 |
| 四川省         | 宜宾市     | | 2018年6月，中共四川省委十一届三次全会鼓励和支持有条件的区域中心城市争创全省经济副中心，候选城市包括：绵阳、乐山、德阳、泸州、宜宾、南充、达州。 |
| 吉林省         | 通化市     | | 《吉林省新型城镇化规划 (2014-2020年)》指吉林大都市区按照省域副中心城市发展定位，四平、辽源、通化、白山、松原、白城、延吉为区域中心城市。 |
| 吉林省         | 延边州     | | 《吉林省新型城镇化规划 (2014-2020年)》指吉林大都市区按照省域副中心城市发展定位，四平、辽源、通化、白山、松原、白城、延吉为区域中心城市。 |
| 江苏省         | 苏州市     | | 《江苏省城镇体系规划（2015-2030）》提及南京都市圈、徐州都市圈、苏锡常都市圈、淮安增长极，形成南京和苏州两个特大城市，未提及省域副中心建设。 |
| 江苏省         | 无锡市     | | 《江苏省城镇体系规划（2015-2030）》提及南京都市圈、徐州都市圈、苏锡常都市圈、淮安增长极，形成南京和苏州两个特大城市，未提及省域副中心建设。 |
| 江苏省         | 徐州市     | | 《江苏省城镇体系规划（2015-2030）》提及南京都市圈、徐州都市圈、苏锡常都市圈、淮安增长极，形成南京和苏州两个特大城市，未提及省域副中心建设。 |
| 浙江省         | 宁波市     | | 《浙江省省域体系规划（2011—2020）》提及杭州、宁波、温州和金华-义乌都市区的核心引领作用，未提及省域副中心建设。 |
| 浙江省         | 温州市     | | 《浙江省省域体系规划（2011—2020）》提及杭州、宁波、温州和金华-义乌都市区的核心引领作用，未提及省域副中心建设。 |
| 浙江省         | 金华市     | | 《浙江省省域体系规划（2011—2020）》提及杭州、宁波、温州和金华-义乌都市区的核心引领作用，未提及省域副中心建设。 |
| 河北省         | 唐山市     | | 《河北省城镇体系规划（2016-2030年）》指石家庄、唐山同为省域中心城市，未提及省域副中心建设。 |
| 河北省         | 邯郸市     | | 《河北省城镇体系规划（2016-2030年）》指石家庄、唐山同为省域中心城市，未提及省域副中心建设。 |
| 河北省         | 保定市     | | 《河北省城镇体系规划（2016-2030年）》指石家庄、唐山同为省域中心城市，未提及省域副中心建设。 |
| 山东省         | 青岛市     | | 《山东省城镇体系规划（2011-2030年）》指济南、青岛同为省域中心城市，未提及省域副中心建设。 |
| 山东省         | 烟台市     | | 《山东省城镇体系规划（2011-2030年）》指济南、青岛同为省域中心城市，未提及省域副中心建设。 |
| 云南省         | 曲靖市     | | 《云南省城镇体系规划(2012-2030年)》 只确立了昆明一个中心城市，未提及省域副中心建设。 |
| 云南省         | 玉溪市     | | 《云南省城镇体系规划(2012-2030年)》 只确立了昆明一个中心城市，未提及省域副中心建设。 |
| 贵州省         | 遵义市     | | |
| 贵州省         | 安顺市     | | |
| 陕西省         | 宝鸡市     | | 《关中-天水经济区发展规划》提出将宝鸡市建成关中-天水经济区（占陕西省土地总面积的38.8%）副中心城市。 |
| 陕西省         | 汉中市     | | 《关中-天水经济区发展规划》提出将宝鸡市建成关中-天水经济区（占陕西省土地总面积的38.8%）副中心城市。 |
| 陕西省         | 榆林市     | | 《关中-天水经济区发展规划》提出将宝鸡市建成关中-天水经济区（占陕西省土地总面积的38.8%）副中心城市。 |
| 黑龙江省       | 齐齐哈尔市 | | 《黑龙江省新型城镇化规划（2014—2020年）》提及哈尔滨为全省中心城市，齐齐哈尔市、牡丹江市、佳木斯市、大庆市为区域中心城市，未提及省域副中心建设。 |
| 黑龙江省       | 牡丹江市   | | 《黑龙江省新型城镇化规划（2014—2020年）》提及哈尔滨为全省中心城市，齐齐哈尔市、牡丹江市、佳木斯市、大庆市为区域中心城市，未提及省域副中心建设。 |
| 黑龙江省       | 佳木斯市   | | 《黑龙江省新型城镇化规划（2014—2020年）》提及哈尔滨为全省中心城市，齐齐哈尔市、牡丹江市、佳木斯市、大庆市为区域中心城市，未提及省域副中心建设。 |
| 辽宁省         | 大连市     | | |
| 辽宁省         | 鞍山市     | | |
| 辽宁省         | 锦州市     | | |
| 海南省         | 三亚市     | | |
| 内蒙古自治区   | 包头市     | | 根据《内蒙古自治区城镇体系规划（2015—2030年）》，呼和浩特、包头、鄂尔多斯为区域中心城市。 |
| 内蒙古自治区   | 鄂尔多斯市 | | 根据《内蒙古自治区城镇体系规划（2015—2030年）》，呼和浩特、包头、鄂尔多斯为区域中心城市。 |